# Dylan George
Dylan George (Beverwijk, 27 juni 1998) is een voormalig Nederlands profvoetballer die doorgaans als vleugelspeler speelde.

## Carrière
Dylan George maakte zijn debuut voor FC Twente op 4 maart 2017, in de met 2-1 gewonnen thuiswedstrijd tegen Willem II. Hij kwam in de 79e minuut in het veld voor Chinedu Ede. Met FC Twente degradeerde George in 2018 naar de Eerste divisie. In de voorbereiding op het nieuwe seizoen raakte hij geblesseerd, waardoor hij de seizoensstart miste. In het seizoen 2018/19 werd hij de tweede seizoenshelft door FC Twente uitgeleend aan Helmond Sport, waar hij negen wedstrijden in de Eerste divisie speelde. Nadat zijn contract bij FC Twente in 2019 afliep, was hij op proef bij Telstar, Hansa Rostock en het tweede elftal van Fortuna Düsseldorf. Hij sloot in januari 2020 bij HHC Hardenberg aan, waar hij vier wedstrijden in de Tweede divisie speelde voor het seizoen afgebroken werd. In september 2021 vervolgde hij zijn loopbaan in Bulgarije bij Spartak Varna dat uitkomt in de Vtora Liga. Hier speelde hij geen enkele wedstrijd en na een paar maanden vertrok hij weer. In augustus 2022 sloot hij aan bij Eendracht Aalst. Sinds 2023 speelt hij voor ADO '20.

## Statistieken
| Seizoen        | Club            | Competitie      | Competitie | Competitie | Beker | Beker | Totaal | Totaal |
| Seizoen        | Club            | Competitie      | Wed.       | Dlp.       | Wed.  | Dlp.  | Wed.   | Dlp.   |
| -------------- | --------------- | --------------- | ---------- | ---------- | ----- | ----- | ------ | ------ |
| 2016/17        | FC Twente       | Eredivisie      | 8          | 1          | 0     | 0     | 8      | 1      |
| 2016/17        | Jong FC Twente  | Tweede divisie  | 22         | 7          | –     | –     | 22     | 7      |
| 2017/18        | FC Twente       | Eredivisie      | 7          | 1          | 0     | 0     | 7      | 1      |
| 2017/18        | Jong FC Twente  | Derde divisie   | 19         | 8          | –     | –     | 19     | 8      |
| 2018/19        | FC Twente       | Eerste divisie  | 5          | 0          | 1     | 0     | 6      | 0      |
| 2018/19        | → Helmond Sport | Eerste divisie  | 9          | 1          | 0     | 0     | 9      | 1      |
| 2019/20        | HHC Hardenberg  | Tweede divisie  | 4          | 0          | 0     | 0     | 4      | 0      |
| 2021/22        | Spartak Varna   | Vtora Liga      | 0          | 0          | 0     | 0     | 0      | 0      |
| 2022/23        | Eendracht Aalst | Tweede afdeling | 21         | 1          | 1     | 0     | 22     | 1      |
| 2023/24        | ADO '20         | Tweede divisie  | 19         | 2          | 1     | 0     | 20     | 2      |
| Carrièretotaal | Carrièretotaal  | Carrièretotaal  | 114        | 21         | 3     | 0     | 117    | 21     |